# 气候振荡
气候振荡或者称为气候循环是指全球或区域气候中的任何重复的周期性振荡，并且是一种气候模式。这些在大气温度、海面温度、降水或其他参数的波动可以是准周期性的，通常发生在同一年内、多年度、年代际、多年代纪、世纪级、世纪级或更长的时间尺度。
一个重要的气候振荡例子是厄尔尼诺-南方振荡现象。